# Alfred Kubin
Alfred Leopold Isidor Kubin (10 de abril de 1877-20 de agosto de 1959) fue un escritor e ilustrador expresionista austriaco, de origen checo.

## Biografía
Kubin nació en Leitmeritz, Bohemia, entonces parte del Imperio austrohúngaro. 
Desde 1887, Kubin estudió en el Liceo en Salzburgo. A partir de 1892 realizó su formación profesional con un fotógrafo en Klagenfurt. En 1898 se trasladó a Múnich, donde primero estudió en la escuela de arte privada de Ludwig Schmitt-Reutte y, más tarde, en la Academia de Múnich. En 1902 comenzó a colaborar con la revista satírica Simplicissimus. Ese mismo año expuso obras en Berlín y, en 1903, publicó su primera recopilación de dibujos. Produjo un pequeño número de pinturas al óleo, entre 1902 y 1910, pero pronto comenzaron a predominar en su producción otras técnicas. El dibujo con pluma a tinta china se convirtió en su medio favorito; realizó también acuarelas y litografías. Mantuvo una profunda amistad con Franz Kafka.
En 1911 participó junto con sus amigos Paul Klee y Franz Marc en la exposición de Der Blaue Reiter. 
Se lo considera un importante representante del expresionismo. Destaca por sus fantasías oscuras, espectrales y simbólicas (normalmente relacionadas por series temáticas). Se han encontrado influencias, especialmente en sus obras tempranas, de artistas como Francisco de Goya, James Ensor y Max Klinger.
Como Oskar Kokoschka y Albert Paris Gütersloh, Kubin compartió el talento para las artes plásticas  con el literario. Ilustró obras de Edgar Allan Poe, E.T.A. Hoffmann, Fyodor Dostoevsky, entre otros. Es también autor de numerosos libros, el más conocido de ellos es su novela de 1909 Die Andere Seite (El otro lado, comúnmente traducida como La otra parte), una distopía  apocalíptica de atmósfera claustrofóbica y absurda, con reminiscencias de los últimos escritos de Kafka. Esta novela es considerada como una de las obras maestras de la literatura fantástica en lengua alemana; así la han calificado reputados autores, como Hermann Hesse  que la sitúa a medio camino entre Meyrink, Poe y Kafka.
Durante el Nacionalsocialismo, varias de sus obras fueron calificadas como arte degenerado. Pese a ello, su actividad no fue censurada y distintas obras suyas fueron publicadas en medios nacionalsocialistas.
Desde 1906 hasta su muerte en 1959, llevó una vida retirada en un castillo del siglo XII, en Zwickledt. Kubin fue galardonado con el premio del Gran Estado Austriaco en 1951, y con la condecoración Austriaca de las Ciencias y las Artes en 1957.

## Precursor del expresionismo
Kubin tuvo una influencia determinante en uno de los cineastas más innovadores y representativos del expresionismo: Murnau. Murnau sentía fascinación por la obra de Kubin y, en especial, por su utilización irreal de la luz. La magia de muchos de sus grabados y dibujos radica, de hecho, en la iluminación procedente de fuentes de luz imposibles e ilógicas. En una escena del Fausto de Murnau se copia literalmente una de las ilustraciones de la novela de Kubin La otra parte: la casa de la madre de Margarita, extrañamente iluminada por la noche. Algo similar sucede en una escena de la calle en Nosferatu, eine Symphonie des Grauens, también copia de una ilustración del mismo libro.
Por su capacidad onírica, Kubin ha sido considerado también de gran influencia en los pintores surrealistas, entre otros en Dalí.

El sueño es como un cuadro, pero hay que cuidarse de desmembrarlo de acuerdo a un sistema moral o psicológico para encontrarle una interpretación: es preferible permitirle al espectador que subsista en su genuina pureza simbólica porque la visión visible y creadora es más fuerte y fecunda que su prolijo análisis.
Alfred Kubin.

## Obra

### Trabajo literario
- Die Andere Seite, trad. La otra parte, 1908
- The Looking Box, 1925
- Of the Desk of a Draughtsman, 1939
- Adventure of an Indication Feather/Spring, 1941
- Baladas sobrias, 1949
- Rojo de la tarde, 1950
- Fantasías en los bosques de Bohemia, 1951
- Demonios y rostros nocturnos, 1959 (autobiografía).

### Obra ilustrada
- Honoré de Balzac, Mystische Gestichten , Müller, 1920, 20 ilustraciones.
- Jules Barbey d'Aurevilly, Tenfelskinder, 1921.
- Burguer, Barón de Münchhausen, 1947.
- Nikolái Gógol, Der Mantel, 1949.
- Ernest Théodor Wilhelm Amadeus Hoffman, Nachtstucke, 1913, 48 ilustraciones.

## Galería

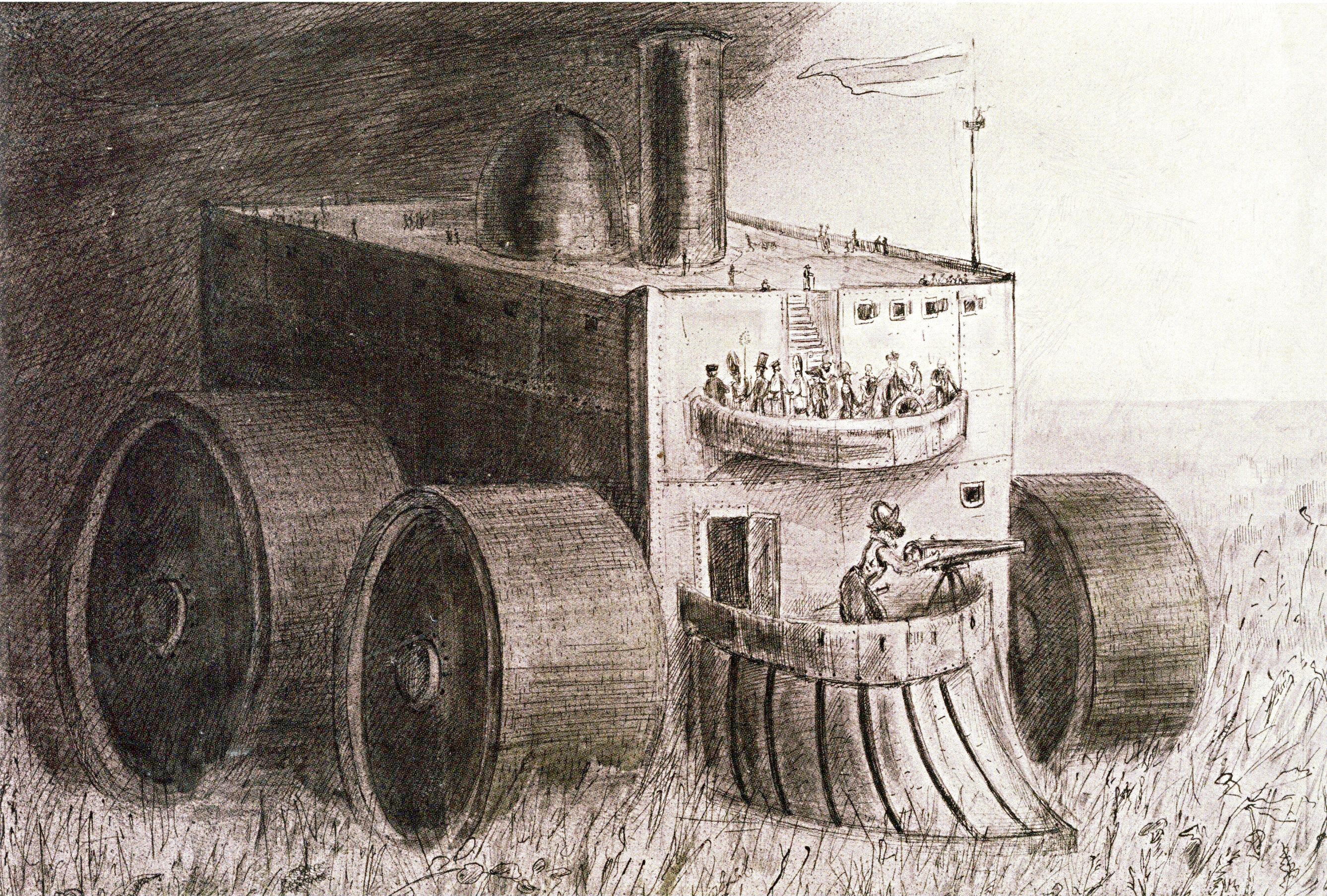
The State (1899–1900)
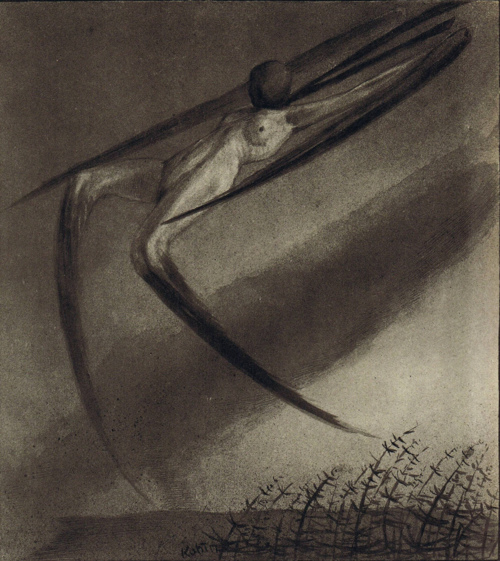
A Dream Visits us Every Night (1900)
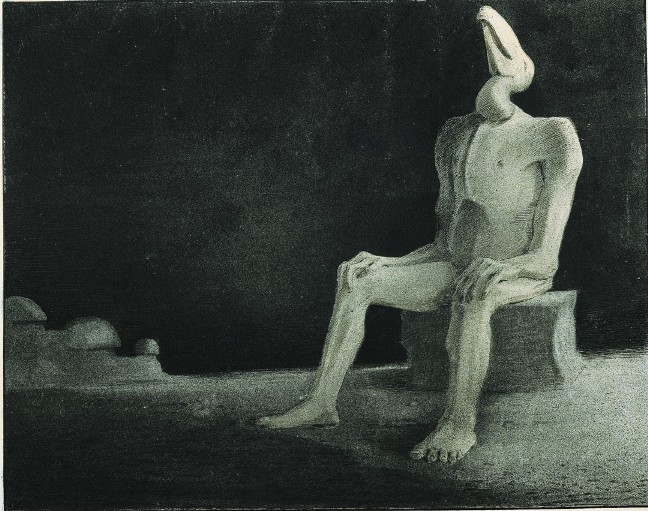
The Past Forgotten Swallowed (1901)
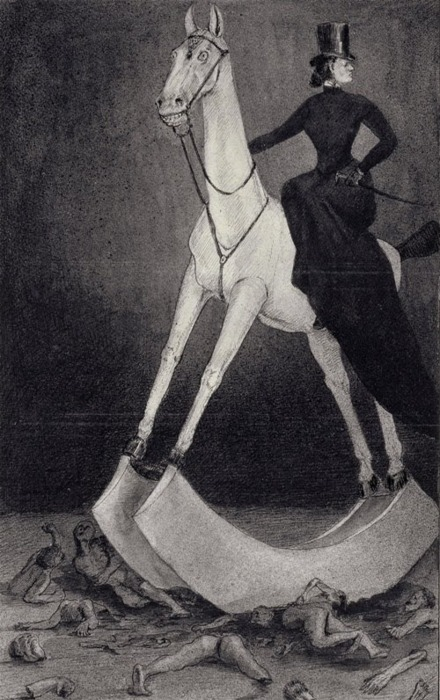
The Lady on the Horse (1901), pen, ink, wash and spray
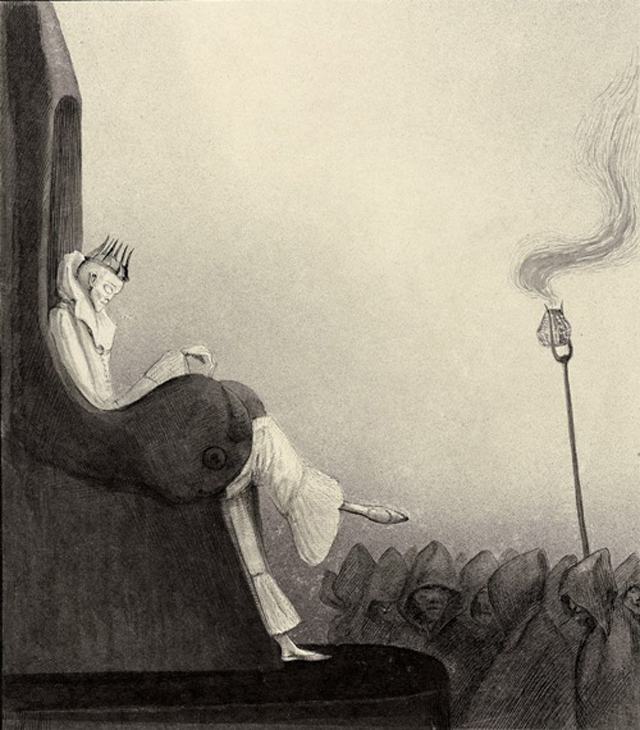
The Last King (1902)
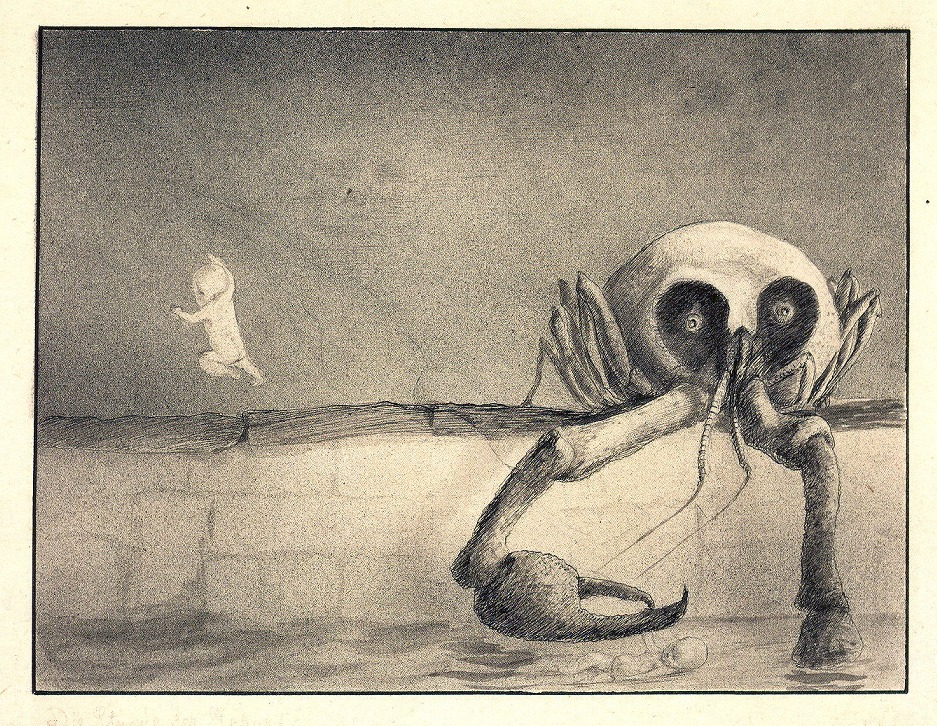
The Moment of Birth (1902)
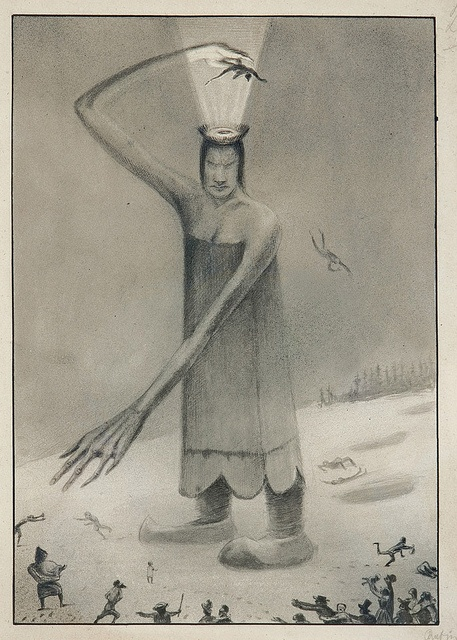
Siberian Fairy Tale (1902)
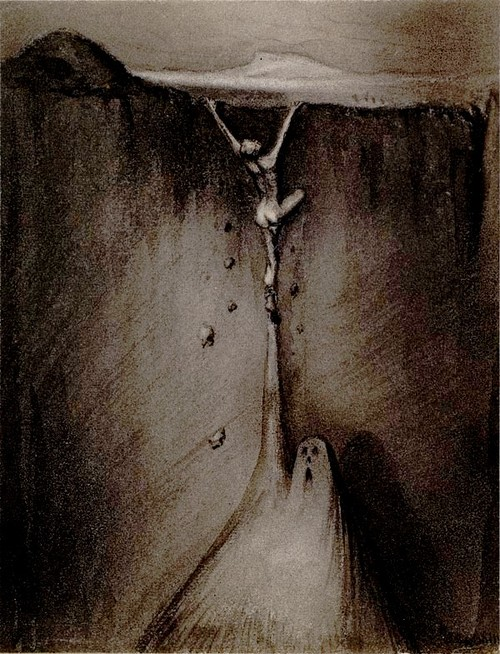
Angst (1903)
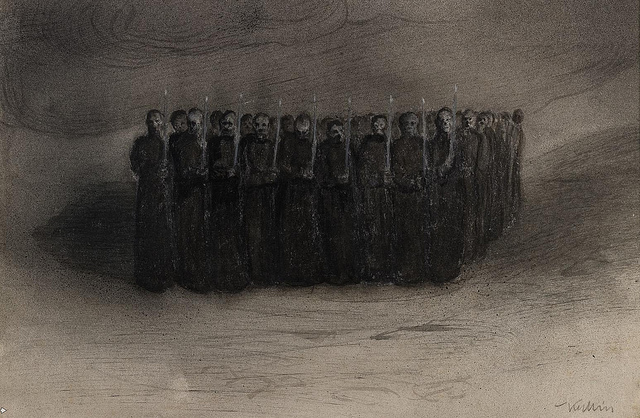
Black Mass (1905)

## Edición en castellano
- Historias burlescas y grotescas. Vigo, Maldoror ediciones, 2006. Traducción: Jorge Segovia y Violetta Beck. - 116 p.
- Revelación y ocaso: Los poemas en prosa (Ed. bilingüe alemán-español) Georg Trakl  y Alfred Kubin. Abada Editores, 2005.
- El trabajo del dibujante. Vigo, Maldoror ediciones, 2005. Traducción: Jorge Segovia y Violetta Beck. - 112 p.
- El gabinete de curiosidades. Autobiografía. Vigo, Maldoror ediciones, 2004. Traducción: Jorge Segovia y Violetta Beck. - 128 p.
- La otra parte. Ediciones Minotauro, 2003. (Hay ediciones anteriores de Círculo de Lectores, Ediciones Siruela y Editorial Labor.)